# Megaselia grandicosta
Megaselia grandicosta är en tvåvingeart som beskrevs av Borgmeier 1958. Megaselia grandicosta ingår i släktet Megaselia och familjen puckelflugor. Inga underarter finns listade i Catalogue of Life.